# Роллінз-колледж
Роллінз-колледж (англ. Rollins College) — приватний коледж у Вінтер-Парку, Флорида. Навчальний заклад був заснований у листопаді 1885 року та має близько 30 спеціальностей бакалаврату та кілька магістерських програм. Це четвертий найстаріший вищий навчальний заклад Флориди.